# Josh Thomas
Josh Thomas (Austrália, 26 de maio de 1987) é um ator e comediante australiano.

## Vida pessoal
Ele é abertamente gay. Thomas foi diagnosticado com transtorno do déficit de atenção e hiperatividade (TDAH) aos 28 anos. Em 2021, ele revelou que também é autista.

## Filmografia

### Televisão
| Ano       | Título                       | Papel                | Notas           |
| --------- | ---------------------------- | -------------------- | --------------- |
| 2009-2012 | Talkin Bout Your Generation  | Geração Y            |                 |
| 2012      | Dancing Down Under           | Ele mesmo / Narrador |                 |
| 2008      | A Night at the Festival Club | Ele mesmo            |                 |
| 2013-2016 | Please Like Me               | Josh                 | Papel principal |